# Klári Tolnay
Klári Tolnay, nata Rozália Tolnay (Budapest, 27 luglio 1914 – Budapest, 27 ottobre 1998), è stata un'attrice ungherese, teatrale e cinematografica.
Popolarissima e acclamata, ricevette due volte il premio Kossuth, la prima nel 1951, la seconda nel 1952. Membro della Compagnia degli Immortali.
Era soprannominata Klárika.

## Biografia
Fu sposata dal 1937 al 1945 al regista Ákos Ráthonyi da cui ebbe un figlio. Dopo il divorzio, sposò in seconde nozze nel 1947 l'attore Iván Darvas. Anche questo matrimonio finì con il divorzio, ottenuto nel 1959.

## Filmografia
- È arrivato l'amore (Az új rokon), regia di Béla Gaál (1934)
- Signorina 10.000 (Meseautó), regia di Béla Gaál (1934)
- Un bacio e nulla più (A nönek mindig sikerül), regia di Ákos Ráthonyi (1940)
- Zavaros éjszaka
- La vergine del lago (Tóparti látomás), regia di László Kalmár (1940)